# Camponotus dolabratus
Camponotus dolabratus é uma espécie de inseto do gênero Camponotus, pertencente à família Formicidae.